# Si Mahdjoub
Si Mahdjoub (appelée aussi parfois Sidi Mahdjoub), anciennement Nelsonbourg durant la période d'occupation française, est une commune de la wilaya de Médéa en Algérie.

## Géographie
La commune est située dans le tell central algérien dans l'Atlas tellien (mont de Titteri) au sud de l'Atlas blidéen à environ 105 km au sud-ouest d'Alger et à 32 km au sud de Médéa et à environ 58 km au sud-ouest de Blida et à 14 km à l ouest de Berrouaghia et à 70 km à l'est d'Aïn Defla et à 100 km au sud-est de Tipaza.
|             | Tizi Mahdi     | Benchicao      |
| Bouaichoune | Si Mahdjoub    | Berrouaghia    |
|             | Ouled Bouachra | Ouled Bouachra |